# 韓璟
韓璟（ハン・ギョン、한경、1917年 - 没年不詳）は、朝鮮半島の独立運動家、朝鮮民主主義人民共和国の軍人。別名として千暻伊、曺晃、王揖五などがある。

## 経歴
韓一来（千炳林）の長男。1917年、忠清南道扶余に生まれる。1933年、祖父とともに中国へ渡り、同年9月に義烈団の運営する朝鮮革命幹部学校へ入学、1934年4月、第2期生として卒業。1934年2月に洛陽軍官学校へ入学、1935年4月に卒業し、同年9月に南京の中国中央陸軍軍官学校第11期予備班へ入学した。1936年7月、朝鮮民族革命党南京軍官学校特別党員。1939年、抗日軍政大学入学。1941年夏、八路軍第129師地域において副分隊長として反掃討戦に参加。同年8月以降、第129師第1旅で6ヶ月間学習し、太行山根拠地で活動。同年末には朝鮮義勇隊華北支隊第3隊第1分隊長として順徳一帯で抗日武装宣伝活動を展開した。1945年前半、朝鮮革命軍政学校において第2中隊長を務める。
光復後、朝鮮義勇軍第1支隊員として東北へ進出、南満の磐石、輝南地区において玄波とともに募兵を行った。1946年春、38度線以北へ帰国。米軍報告書によれば、1948年6月時点で朝鮮人民軍第1師団参謀長。朝鮮戦争中、軍団参謀長。のちに第4軍団軍事委員などを務めた。1958年頃に失踪した。